# Sayed Rasoul Raissi
Sayed Rasoul Raissi, né le 8 octobre 1924 et mort le 23 juillet 2015, est un haltérophile iranien.

## Palmarès

### Championnats du monde
- Scheveningen 1949
  -  Médaille de bronze en moins de 82,5 kg.

### Jeux asiatiques
- New Delhi 1951
  -  Médaille d'or en moins de 90 kg.